# Динамо (станція метро, Москва)
55°47′23″ пн. ш. 37°33′29″ сх. д. / 55.78972° пн. ш. 37.55806° сх. д.
«Динамо» (рос. Динамо) — станція Замоскворіцької лінії Московського метрополітену. Розташована під Ленінградським проспектом між станціями «Аеропорт» і «Білоруська» . Виходи — на території району «Аеропорт» Північного адміністративного округу міста Москви.
Відкрита 11 вересня 1938. Названа по розташованому поруч стадіону «Динамо».

## Оздоблення

### Вестибюлі
Дві віддзеркалені прямокутні будівлі вестибюлів в античному стилі облямовані колонадою круглих коринфських колон. Кожен вестибуль має виходи з трьох сторін (третій вихід у кожному вестибюлі закритий). У вестибюлях розташовані каси метро.
Наземні павільйони станції «Динамо» стали найбільшими подібними спорудами серед усіх довоєнних станцій Московського метрополітену. Відмінною особливістю вестибюлів є і їх барвиста зовнішня архітектура, яка значно багатшими внутрішнього оздобленням.
Вестибюлі зведені на узвишші і оточені широкими сходами з системою терас і гранітними сходами. Колони вестибюлів, виконані з підмосковного вапняку, вінчають розвинені капітелі. Карнизи декоровані ліпниною. Зсередини вестибюлі оздоблені світлим узбецьким мармуром «газган».

### Станція
Нави станції відокремлені один від одного, і головного об'ємно-просторового значення набуває центральний зал. Склепіння трьох залів станції спираються на потужні кубічні пілони з гладкими стінами в проходах і двома виступами в поздовжніх стінах залів. Пілони оздоблені уральським мармуром «Тагіл», що відрізняється різноманітністю малюнка, фактури і великою кількістю відтінків — від густо-червоного до перлинно-сірого. Виступи пілонів завершують декоративні капітелі. На ці капітелі спираються стрілчасті розпалубки навів. Піднімаючись вгору, розпалубки перетинаються посередині склепіння. У цих точках перетину підвішені скляні кульові люстри в бронзовій оправі.
З боків пілонів встановлено мармурові лави з дерев'яними сидіннями. Стіни пілонів, що є спинками лавок, декоровані килимовим малюнком з мармуру і оніксу. Ці спинки завершуються горизонтальними смугами з напівпрозорого підсвіченого зсередини агамзалинського оніксу (травертину), за яким розташовані вентиляційні ґратки.
В оздоблені колійних стін використовувалися онікс, білий і сірий мармур; глухі стіни станції оброблені мармуроподібним вапняком. Бічні стіни, розташовані над коліями, оздоблені сірою керамічною плиткою пірамідальної поверхні.
Підлога в центральному залі викладено плитами рожевого та сірого граніту; покриття бічних залів також гранітне. Спочатку підлогу центрального залу було набрано з мармурової мозаїки, у вигляді темних кіл і квадратів, що чергуються, на світлому фоні, а бічні зали мали асфальтове покриття.

## Вестибюлі
У станції два наземних вестибюлі, вихід з яких здійснюється на Ленінградський проспект і до стадіону «Динамо». Вестибюлі сполучені зі станцією двома тристрічковими ескалаторами моделі ЕТ-3М (довжина кожного — 80 метрів).

## Технічна характеристика
Конструкція станції — пілонна трисклепінна (глибина залягання — 40 м), з однією прямою острівною платформою.

## Колійний розвиток
Станція без колійного розвитку.

## Пересадки
- На метростанцію  Петровський парк
- Автобуси: 22, 22к, 84, 105, 105к, 110, 207, 318, 319, 384, 456, 595, 727, 818, 904, 904к, 905, м1, т29, т42, т65, т70, т82, т86, н1, н12

## Ресурси Інтернету
- Динамо. на офіційному сайті Московського метрополітену. Архів оригіналу за 25 січня 2012. Процитовано 23 листопада 2013. (рос.)
- «Динамо» на сайті Артемія Лебєдєва metro.ru [Архівовано 2 січня 2014 у Wayback Machine.](рос.)
- «Динамо» в програмі «Подземка» на Радіо801(рос.)
- «Динамо» на news.metro.ru [Архівовано 2 січня 2014 у Wayback Machine.](рос.)
- План-схема станції
- Скаменілості на станції метро «Динамо» [Архівовано 25 січня 2012 у WebCite]
- «Динамо» на KartaMetro.info — Міський транспорт, виходи в місто і схема станції на супутниковій карті Москви.